# Wide-field Infrared Survey Explorer
Wide-field Infrared Survey Explorer (WISE) byl infračervený kosmický teleskop provozovaný americkým Úřadem pro letectví a kosmonautiku. Mise WISE odstartovala ze základny Vandenberg 14. prosince 2009 ve 14:09 UTC. Na oběžnou dráhu byla družice dopravena nosnou raketou Delta II model 7320-10. Zanikla v zemské atmosféře počátkem listopadu 2024.
Základním úkolem sondy bylo pořizovat po dobu šesti měsíců snímky celé oblohy ve spektru vlnových délek od 3 do 25 μm. Dalekohled sondy WISE byl přibližně tisíckrát citlivější než předchozí teleskopy pro pozorování oblohy, jakými byly IRAS, AKARI a COBE. 
Sonda překonala očekávání a fungovala téměř 15 let. Po dobu trvání mise bylo pořízeno 26 886 407 snímků. Pozorovány byly objekty Sluneční soustavy jako jsou asteroidy, objekty naší galaxie jako jsou chladné tmavé hvězdy zvané hnědí trpaslíci a vzdálené galaxie. 

## Popis
Sonda byla postavena společností Ball Aerospace a je postavena na architektuře Ball Aerospace RS-300 ověřené při misi technologického demonstrátoru Orbital Express. Těleso bylo na oběžné dráze stabilizováno ve třech osách. Dodávku elektrické energie zajišťovaly solární panely, připevněné k trupu. Komunikaci s řídícím střediskem zajišťovala vysoko—zisková anténa, pracující v pásmu Ku. Data byla přenášena pomocí sítě geostacionárních komunikačních družic Tracking and Data Relay Satellite System. Chlazení teleskopu bylo navrženo a postaveno společností Lockheed Martin a provedeno pomocí nádoby zvané cryostat, naplněné vodíkem v pevném skupenství. Teplota byla udržována na 15 kelvinech.

## Vědecké úkoly
Sonda WISE sledovala oblohu ve čtyřech vlnových délkách infračervené části elektromagnetického spektra. Detektory měly mez citlivosti 120, 160, 650, a 2600 µJy pro vlnové délky 3,3, 4,7, 12, a 23 mikronů.
- Pásmo 1 - 3,4 μm—Snímkování hvězd a galaxií.
- Pásmo 2 - 4,6 μm—Snímání tepelného vyzařování z vnitřních zdrojů tepla, objekty menší než hvězdy, např. hnědí trpaslíci.
- Pásmo 3 - 12 μm—Detekce tepelného vyzařování asteroidů.
- Pásmo 4 - 22 μm—Detekce prachu v oblastech formování nových hvězd (materiál s teplotou 70—100 K).

Primární mise byla naplánována na deset měsíců – první z nich byl určen pro testy palubních systémů, dalších šest měsíců pro samotné snímkování oblohy a zbylé tři pro dodatečná pozorování, dokud nedojde chladicí médium.

## NEOWISE
Koncem roku 2010 začal docházet tekutý vodík pro chlazení detektorů, takže že sonda již nemohla zmírňovat teplo produkované vlastními operacemi, což narušovalo její podrobné infračervené pozorování slabých signálů z hlubokého kosmu. Dvě nejkratší vlnové délky byly použitelné i bez chlazení a pracovaly několik měsíců na projektu NEOWISE (Near-Earth Object WISE) k mapování blízkých objektů v hlavním pásu asteroidů mezi Marsem a Jupiterem. V únoru 2011 NASA sondu hibernovala kvůli úspoře finančních prostředků.
O dva roky později ale agentura zjistila, že sonda je stále schopna pozorovat asteroidy a komety, které se přibližují blízko k Zemi a vysílají silný infračervený signál díky ohřevu energií přicházející ze Slunce. Ve druhé polovině roku 2013 byl proto dalekohled znovu vychlazen (z 73 °C na cca −200 °C) a zkalibrován. Projekt NEOWISE tak pokračoval s předpokládaným koncem životnosti v roce 2020. Teleskop odhalil několik blízkých hnědých trpaslíků, několik stovek Zemi blízkých planetek (z toho několik desítek potenciálně nebezpečných, například 2013 YP139 v Apollonově skupině) a 25 komet (včetně komety pojmenované C/2020 F3 NEOWISE objevené v březnu 2020 a viditelné na severní polokouli v červenci 2020 pouhým okem). Mise celkem zaznamenala více než 3 000 objektů v blízkosti Země, z nichž 215 astronomové dříve neznali.

## Konec mise
Očekávanou životnost sonda překročila o další čtyři roky a její konec urychlil nárůst sluneční aktivity v 25. slunečním cyklu zahájeném v roce 2019. Zvýšený příliv energie ze Slunce rozšířil zemskou atmosféru, což zvýšilo odpor, kterým brzdí kosmická tělesa. NEOWISE, která neměla pohonný systém a nemohla zvýšit svou oběžnou dráhu, tak byl odsouzena k brzkému zániku. Proto NASA 31. července 2024 ukončila vědecký program sondy  a inženýři jí 8. srpna 2024 poslali poslední příkaz, kterým jí nařídili definitivně vypnout svůj vysílač.
NASA při té příležitosti ocenila, že sonda NEOWISE kromě vlastních objevů pomohla položit základy pro svého nástupce na poli planetární obrany – infračervený vesmírný teleskop  NEO Surveyor, který byl cíleně vyvinut pro detekci objektů v blízkosti Země a jehož vypuštění je naplánováno nejdříve na rok 2027.
Sonda bezpečně zanikla po vstupu do horních vrstev atmosféry 2. listopadu 2024 v 00:49 UTC.